# Irina Begljakova
Irina Anatoljevna Begljakova (rusko Ири́на Анатолъевна Бегляко́ва), ruska atletinja, * 26. februar 1933, Sovjetska zveza, † 19. marec 2018.
Nastopila je na poletnih olimpijskih igrah leta 1956, kjer je osvojila srebrno medaljo v metu diska. Na evropskih prvenstvih je leta 1954 prav tako osvojila srebrno medaljo.